# Гожице (гміна, Тарнобжезький повіт)
Гміна Гожице (пол. Gmina Gorzyce) — сільська гміна у східній Польщі. Належить до Тарнобжезького повіту Підкарпатського воєводства.
Станом на 31 грудня 2011 у гміні проживало 13618 осіб.

## Територія
Згідно з даними за 2007 рік площа гміни становила 69.36 км², у тому числі:
- орні землі: 69.00%
- ліси: 14.00%

Таким чином, площа гміни становить 13.34% площі повіту.

## Населення
Станом на 31 грудня 2011:
| Опис     | Загалом | Загалом | Чоловіки | Чоловіки | Жінки | Жінки |
| -------- | ------- | ------- | -------- | -------- | ----- | ----- |
| одиниця  | осіб    | %       | осіб     | %        | осіб  | %     |
| все      | 13618   | 100     | 6757     | 49.62    | 6861  | 50.38 |
| міське   | 0       | 100     | 0        |          | 0     |       |
| сільське | 13618   | 100     | 6757     | 49.62    | 6861  | 50.38 |

## Сільські округи
Фурмані, Гожице (сільські ради: Гожице та Гожице-Оседле), Мотич Подуховне, Орлиска, Сокольники, Вжави.

## Сусідні гміни
Гміна Ґожице межує з такими гмінами: Грембув, Двікози, Залешани, Радомишль-над-Сяном, Сандомир.